# Самовочка
Самовочка — река в России, протекает по Воронежской и Липецкой областям. Правый приток Битюга. Длина реки составляет 20 км, площадь водосборного бассейна — 109 км².

## География
Река Самовочка берёт начало у деревни Петровка Добринского района Липецкой области. Течёт на юг, пересекает границу Липецкой области. Впадает в Битюг в селе Большой Самовец Эртильского района. Устье реки находится в 250 км от устья Битюга.

## Данные водного реестра
По данным государственного водного реестра России относится к Донскому бассейновому округу, водохозяйственный участок реки — Битюг, речной подбассейн реки — бассейны притоков Дона до впадения Хопра. Речной бассейн реки — Дон (российская часть бассейна).
Код объекта в государственном водном реестре — 05010100912107000003880.